# Donald J. Kiesler
 Donald Joseph Kiesler (* 22. Dezember 1933 in Louisville, Kentucky; † 16. Mai 2007) war ein US-amerikanischer Psychologe und Psychotherapieforscher. Sein Forschungsschwerpunkt lag im Bereich der Theorie, Diagnostik und Psychotherapie interpersoneller Probleme.

## Leben
Kiesler promovierte 1963 in klinischer Psychologie. Anschließend arbeitete er am Psychiatrischen Institut der University of Wisconsin in der Arbeitsgruppe Psychotherapieforschung unter Carl Rogers.
1964 bis 1967 war er Assistant Professor an der Abteilung für Psychologie an der University of Iowa.
Von 1967 bis 1971 war Kiesler Associate Professor und von 1972 bis 1973 Professor an der Abteilung für Psychologie der Emory University in Atlanta.
Ab 1973 bis zu seiner Emeritierung 1999 war er Professor für Psychologie an der Virginia Commonwealth University in Richmond.
Größere Bekanntheit erlangte er im Bereich der Psychotherapieforschung durch seinen Artikel „Some myths of psychotherapy research and the search for a paradigm“, sowie durch seine Taxonomie interpersoneller Probleme (auch bekannt als „Kiesler-Kreis“). Der Kiesler-Kreis spielt in der Psychotherapie chronischer Depression mit dem Cognitive Behavioral Analysis System of Psychotherapy eine große Rolle.

## Werke
- Jack C. Anchin, Donald J. Kiesler: Handbook of interpersonal psychotherapy. New York u. a.: Pergamon Press, 1982.
- Donald J. Kiesler: The process of psychotherapy: empirical foundations and systems of analysis. 1973